# 第二利曼 (波爾塔瓦州)
49°41′11″N 33°59′8″E / 49.68639°N 33.98556°E
第二利曼（羅馬化：Lyman Druhyi）是烏克蘭中部的村莊，隸屬波爾塔瓦州的波爾塔瓦區。該村距離布拉泰什基4公里，海拔高度140米，2001年人口557。